# أثلفليد
أثلفليد (850 م - 12 يونيو 918)، سيدة مرسيا حكمت مرسيا في ميدلاندز الإنجليزية من 911 حتى توفيت. كانت الابنة الكبرى لألفريد العظيم، ملك مملكة ويسيكس الأنجلوسكسونية، وزوجته إيلسويث.
ولدت أثلفليد عام 870 في ذروة غزوات الفايكينغ في إنجلترا. بحلول سنة 878. كانت معظم إنجلترا تحت حكم الفايكينغ، خلال هذا العام حقَّق الملك ألفريد العظيم انتصاراً حاسماً في معركة إيدنجتون. بعد ذلك بوقت قصيرة، أصبح النصف الغربي من مرسيا الخاضع للسيطرة الإنجليزية تحت حكم أثلريد سيد مرسيا، الذي قبل سيادَة ألفريد، وقد ختم ألفريد بين الممالك الإنجليزية الباقية وذلك تم عن طريق زواج ابنته الكبرى أثلفليد من حاكم مرسيا أثلريد.
لعب حاكم مرسيا أثلريد دورا كبيراً ورئيسياً بالأحرى في محاربة هجمات الفايكنج المتجددة في تسعينيات القرن التاسع الميلادي أي عام 890، هو وشقيق أثلفليد، الملك المستقبلي إدوارد الكبير.
أصيب حاكم ميرسيا أثلريد إصابة خطيرة على مستوى رأسه وكان النزيف قوِياًّ، وذلك خلال مشاركته في إحدى الحروب بجانب الملك إدوارد الكبير ابن الملك ألفريد العظيم ضد الفايكنج، وقد تدهورت حالته وظل لمدة طويلة طريح الفراش. وبعد مدة قصيرة، توفي أثلريد الملقب بحاكم مرسيا. وبعد ذلك من المحتمل أن أثلفليد كانت هي المسؤولة الأولى وبشكل أساسي عن حكومة مرسيا، لكنها لقيت مجموعة من المواجهات من طرف مجلس المستشارين وأيضاً من طرف شقيقها إدوارد الكبير، بسبب كونها امرأة ولا تستطيع أن تحكم البلدة، ولكنها أثبتت عكس ذلك بعدما تُوِّجت كسيدة مرسيا أي حاكمة مرسيا.
وصف المؤَرّخ إيان ووكر صعود امرأة حاكمة في مرسيا بأنه «واحد من أَكّثَرِ الأحداث الفَرِيدة فِي تاريخ العصور الوسطى المُبَكّرِ».
يختلف المؤرخون فيما إذا كانت مرسيا مملكة مستقلّة تحت حكم أثلفليد وأثلريد لكنهم يتفقون على أن أثلفليد كانت حاكماً عظيماً ولعبت دوراً هاماً في غزو دانيلاو. وقد أشاد بها المؤرخون الأنجلو نورمان مثل ويليام من مالمسبري، الذي وصفها بأنها «كانت حليف قوي لأخيها إدوارد، ومصدر بهجة لرعاياه، ومصدر خوف لأعدائه، وامرأة صاحبة روح عظيمة». ووفقاً لبولين ستافورد «أنها كانت مثل إليزابيث الأولى، وأصبحت إحدى العجائب بالنسبة إلى الأجيال القادمة». ومن وجهة نظر نيك هيغام، كان كُتَّاب العصور الوسطى والحديثة مفتونين بها لدرجة أن سمعة إدوارد قد تضررت بشكل غير عادل مقارنةً بها.